# Хенеган, Даррелл
Даррелл Хенеган (англ. Darrell Henegan; род. 27 июня 1961 года) - канадский тхэквондист и кикбоксер.

## Карьера

### Тхэквондо
В 1981 году стал первым чемпионом Всемирных игр в абсолютной категории, причём был единственным победителем некорейцем.
Бронзовый призёр Панамериканских игр 1999 года в супертяжёлой категории. Завершил выступления в 2001 году.

### Кикбоксинг
Двукратный чемпион мира